# André Jolles

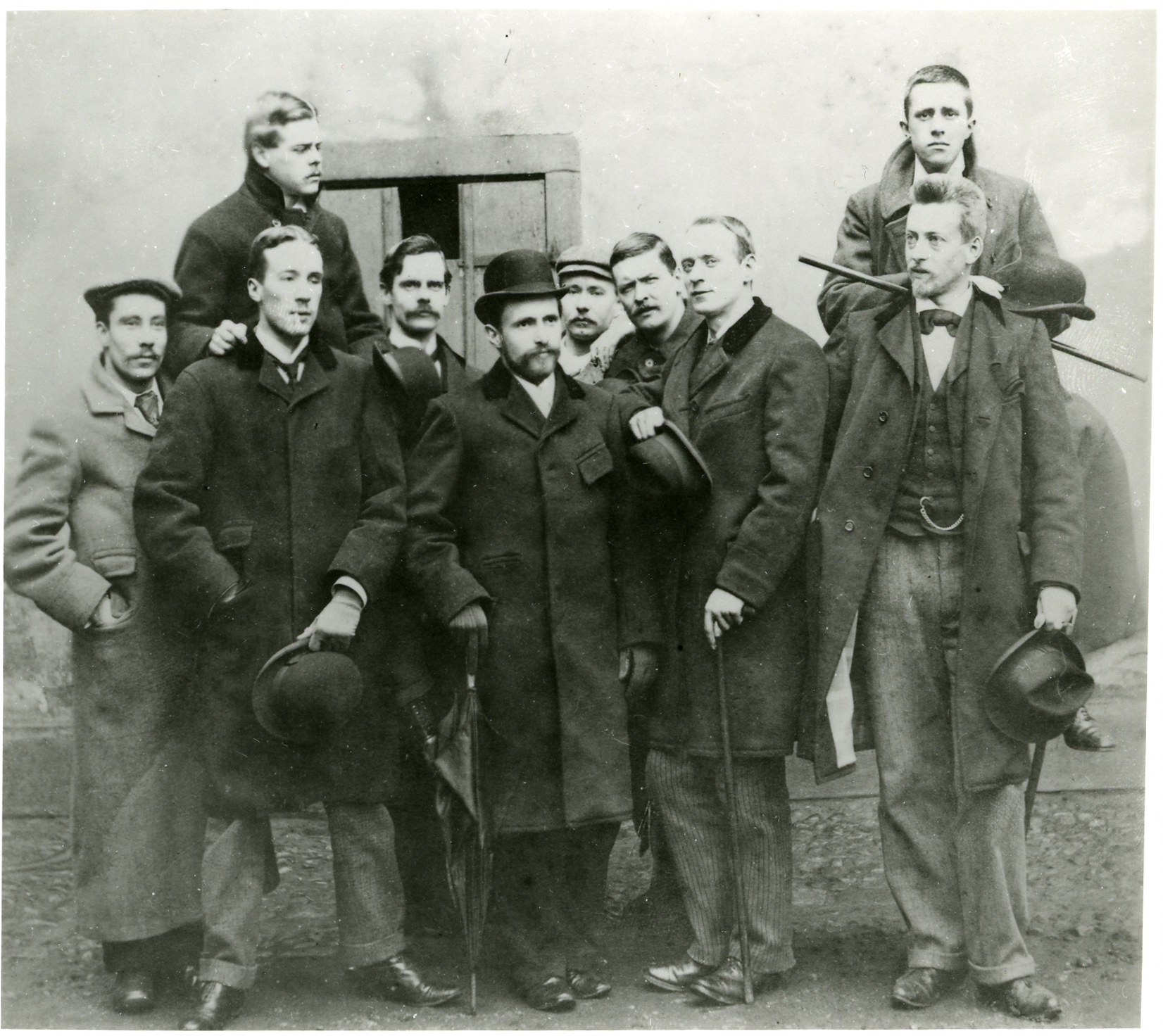
Uiterst rechts André Jolles, met achter hem Johan Huizinga (ca. 1900)

André Jolles (Nieuwediep, 7 augustus 1874 – Leipzig, 22 februari 1946) was een Nederlandse en sinds 1914 Duitse kunsthistoricus, cultuurtheoreticus en hoogleraar taal en folklore.

## Leven en werk

### Achtergrond en studiejaren

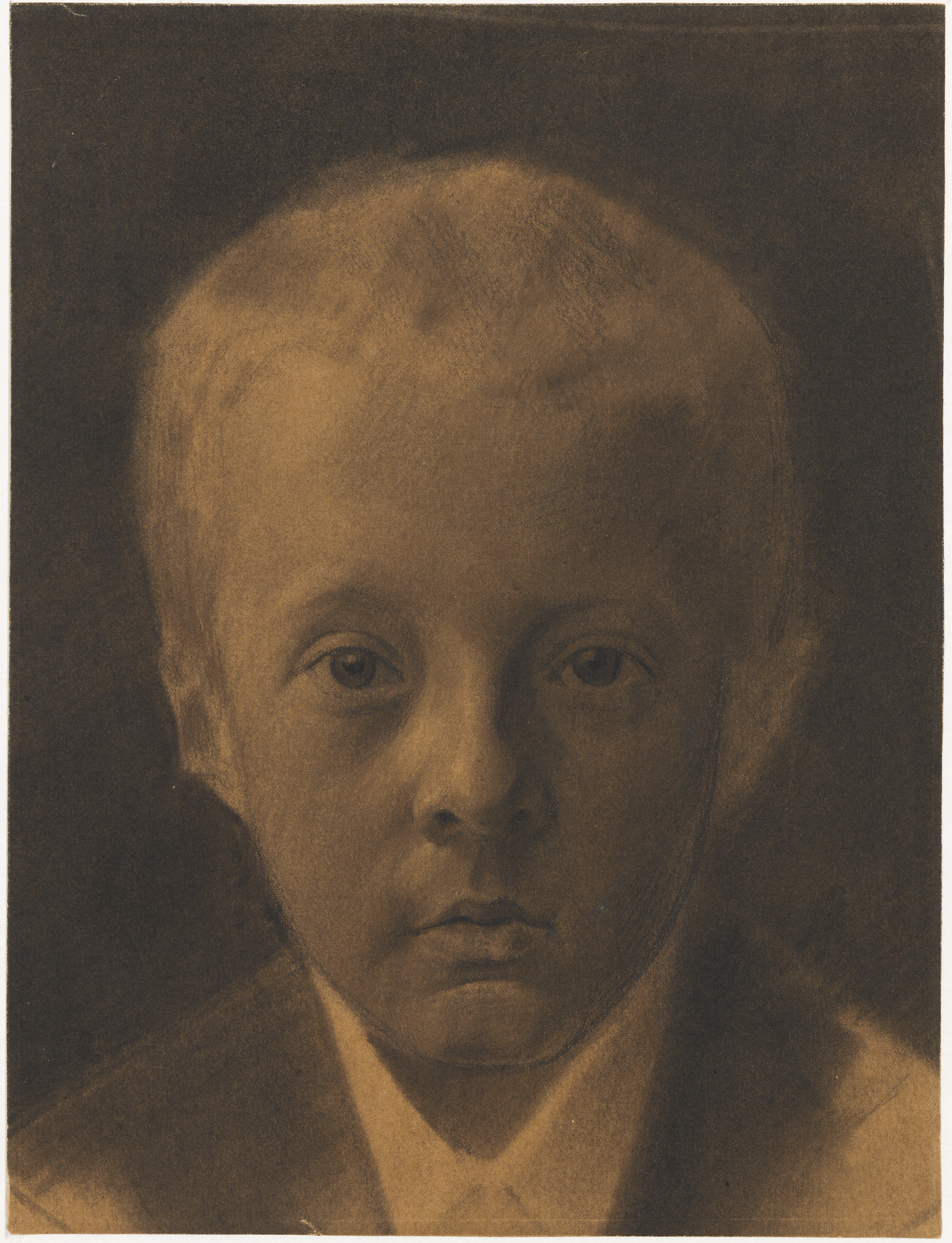
Jeugdportret van Jolles door Jan Veth

Johannes Andreas Jolles werd op 7 augustus 1874 in een kunstzinnig milieu geboren en groeide in Amsterdam op bij zijn moeder Jacoba Cornelia Singels (1847–1901) die daar bijzonder wel vertakt was. Zij leidde hem binnen bij De Nieuwe Gids, waarvoor ook Jolles ging schrijven. Andere hoofdstedelijke of Nederlands literaire bladen waarvoor hij schreef waren Van Nu en Straks, het Tweemaandelijksch Tijdschrift, De Telegraaf, De Amsterdammer en De Kroniek. 
Zijn poëzie daarin sloot aan bij het Franse symbolisme. Sinds 1893 studeerde hij aan de Universiteiten van Parijs en Amsterdam, sinds 1899 aan de Rijksuniversiteit Leiden. In 1896 leerde hij via De Kroniek de historicus en leeftijdgenoot Johan Huizinga kennen van wie hij een innige vriend werd. Samen met Huizinga bezocht hij in 1899 Italië voor het culturele erfgoed en leerde toen Mathilde Mönckeberg (1879–1958) kennen met wie Jolles het jaar daarop trouwde. Uit dit huwelijk ontsproten zes kinderen: Hendrik, Jeltje, Jacoba, Jan Andries, Matthijs en Ruth.
In 1901 overleed zijn vermogende moeder. Haar erfenis stelde Jolles in staat om in 1905 te promoveren bij Otto Puchstein aan de Universiteit van Freiburg met de dissertatie Die Ästhetik Vitruvs over de Romeinse architect en militair Vitruvius.
In 1902 bezocht hij samen met de pasgehuwde Huizinga en zijn echtgenote de stad Brugge en een grote tentoonstelling aldaar over onder anderen Van Eyck waar beiden hun verdere leven vurig enthousiast met elkaar cultureel over bleven corresponderen en die Huizinga inspireerde tot diens befaamde Herfsttij der Middeleeuwen. Naast Huizinga was de joodse cultuurtheoreticus Aby Warburg de andere intellect-culturele grootheid die Jolles in zijn leven beïnvloedde. Jolles zou allengs minder in het Nederlands schrijven. In 1908 verhuisde hij naar Berlijn waar hij het jaar daarna privaatdocent kunstgeschiedenis werd aan de Friedrich-Wilhelms-Universiteit.

### In Gent
Sinds zijn verhuizing naar Duitsland onderhield Jolles nauwelijks contacten met Nederlanders. Bij het uitbreken van de Eerste Wereldoorlog meldde hij zich zelfs als vrijwilliger bij de Kaiserliche Armee en verruilde datzelfde jaar zijn nationaliteit. Hij diende deze jaren als luitenant bij de artillerie voor Duitsland. In deze functie nam hij tijdens de Duitse bezetting van België in het kader van de Flamenpolitik het professoraat voor klassieke archeologie en kunstgeschiedenis aan de Universiteit van Gent op zich waarvoor de naoorlogse Belgische autoriteiten Jolles in 1920 bij verstek tot 15 jaar dwangarbeid veroordeelden. Tevens onderhield hij in Gent een affaire met Margarethe Boecklen (1895–1967) met wie hij in 1918 een dochtertje Barbara kreeg, terwijl hij officieel nog getrouwd was met Mathilde Mönckeberg. 

### Tijdens de Weimarrepubliek
Na de geboorte van dit buitenechtelijke kind scheidde Jolles alsnog van Mönckeberg en trouwde terstond met Margarethe Boecklen uit welk huwelijk weer drie andere kinderen ontsproten, genaamd Jolle, Jacob Cornelis en Eva-Gertrud.
Beroepsmatig ging Jolles tijdens de Weimarrepubliek aan de Universiteit van Leipzig de leerstoel voor Nederlandse en Vlaamse Taal en Literatuur bekleden, in 1923 opgevolgd door de leeropdracht vergelijkende literatuurgeschiedenis.
In 1930 publiceerde Jolles zijn Duitse hoofdwerk Einfache Formen dat zich op het raakvlak tussen literatuur en wetenschap bevond en waarin hij orale verhaalvormen beschreef zoals mythen, sagen, legendes, sprookjes, anekdotes, spreuken, moppen en raadsels. Dit zou de volkse basis zijn voor cultureel hogere literatuur, maar de theorievorming bevat ook aanzetten tot wat later tot structuralisme en formalisme zou uitgroeien. Jolles schroomde aanvankelijk om dit zelf te publiceren. Einfache Formen was oorspronkelijk maar een collegevoordracht van Jolles en is niet door hemzelf opgeschreven noch geredigeerd, maar door dr. Elisabeth Kutzer en dr. Otto Görner.

### Als nazi
Binnen slechts enkele maanden na de vestiging van de nazistaat werd al op 1 mei 1933 Jolles NSDAP-lid hetgeen zelfs bij zijn kinderen uit zijn eerste huwelijk kwaad bloed zette. Zo was zijn dochter Jeltje Jolles met een joodse ingenieur getrouwd en was zijn zoon Jan Andries Jolles een communist die op de vlucht sloeg. In 1937 werd André Jolles lid van de Sicherheitsdienst die hem in 1942 de opdracht gaf een onderzoek tegen de vrijmetselarij te verrichten. Van Adolf Hitler kreeg Jolles op 20 april 1944 - de verjaardag van de Führer - de Goethe-Medaille voor Kunst en Wetenschap, een hoge academische onderscheiding in het Derde Rijk.
Na de val van de nazi's belandde Jolles in een denazificatieprocedure. Vanwege zijn hoge leeftijd werd echter besloten hem niet te arresteren. Op een vragenlijst staat letterlijk handgeschreven aangemerkt over Jolles "is still a nazi – too old (71 years) to be arrested". Ondanks, of wellicht dankzij deze status, pleegde André Jolles toch zelfmoord op 22 februari 1946 .

## Publicaties
- Primitieven (1894, 1895)
- Het eerste spel van Michaël den Aartsengel (1897)
- Idylle (1913, 1924)
- Architektur und Kunstgewerbe in Alt-Holland (1913)
- Bezieling en vorm (1923)
- Einfache Formen (1930)